# Arquidiócesis de Estrigonia-Budapest
La arquidiócesis de Estrigonia-Budapest o de Esztergom-Budapest (en latín: Archidioecesis Strigoniensis-Budapestinensis y en húngaro: Esztergom-Budapesti főegyházmegye) es una circunscripción eclesiástica de la Iglesia católica en Hungría. Se trata de una arquidiócesis latina, sede metropolitana de la provincia eclesiástica de Estrigonia-Budapest. Desde el 7 de diciembre de 2002 su arzobispo y primado de Hungría es el cardenal Péter Erdő.

## Territorio y organización

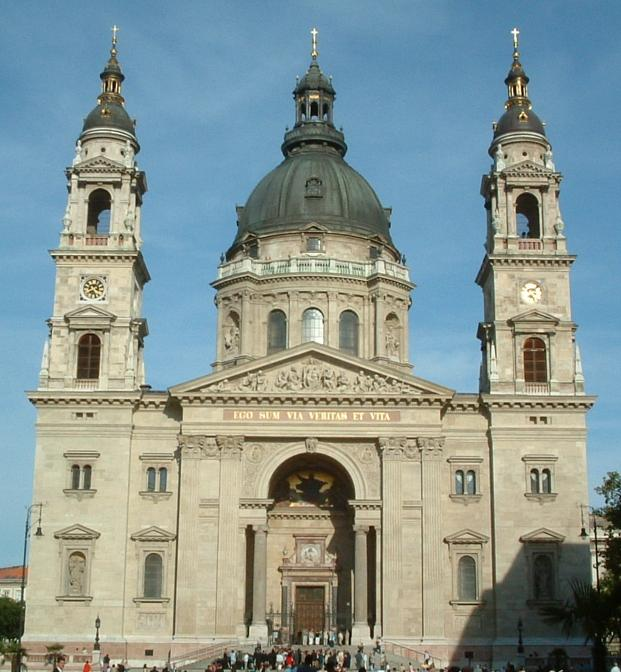
Basílica Concatedral de San Esteban

La arquidiócesis tiene 1543 km² y extiende su jurisdicción sobre los fieles católicos de rito latino residentes en Esztergom, gran parte de Budapest y el territorio entre las dos ciudades.

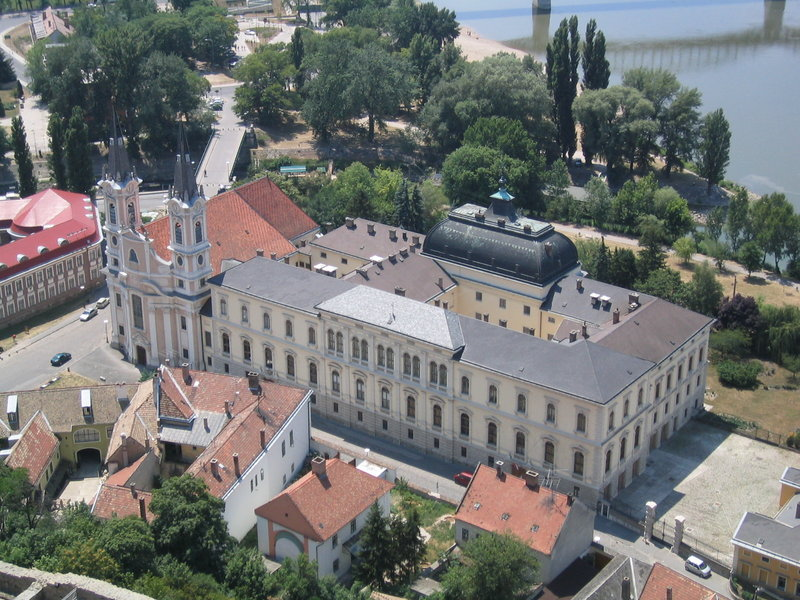
Palacio arzobispal en Esztergom

La sede de la arquidiócesis se encuentra en la ciudad de Esztergom (o Estrigonia), en donde se halla la Catedral basílica de la Santísima Virgen María de la Asunción y San Adalberto. En Budapest se encuentra la Concatedral basílica de San Esteban. En Máriaremete, un barrio de Budapest, se encuentra la basílica menor de la Asunción de María.
En 2019 en la arquidiócesis existían 157 parroquias.
La arquidiócesis tiene como sufragáneas a las diócesis de: Győr y Székesfehérvár.

## Historia
La arquidiócesis de Esztergom fue erigida en el siglo XI, en el contexto de la cristianización de Hungría en tiempos del rey Esteban, y pronto sus prelados asumieron un papel preponderante en la joven Iglesia húngara, lo que les valdría más tarde el título de primados de Hungría.
Entre los primeros obispos de Esztergom se encuentran: Lukács Bánfi (1161-1181), defensor del catolicismo frente a los intentos del emperador bizantino Manuel I Comneno de situar a la Iglesia húngara en el patriarcado de Constantinopla. En 1227 el arzobispo Róbert, junto con el rey Andrés II de Hungría, fundó la nueva diócesis de Milcovia (o Cumania) al este del territorio húngaro, en la región histórica de Moldavia, entonces habitada por los cumanos, pero la diócesis fue suprimida en el siglo XVI. El arzobispo Mátyás junto con otros obispos húngaros murió en el campo de batalla contra los tártaros en 1241.
El obispo László Szalkay encontró la muerte junto con otros 7 obispos húngaros en la batalla de Mohács en 1526 contra los turcos otomanos, que conquistaron Esztergom en 1543. El arzobispo Pál Várdai se vio obligado a trasladar la sede a Trnava, en la actual Eslovaquia.
En un momento difícil para la Iglesia húngara, con los otomanos gobernando el país y el luteranismo abriéndose camino entre las clases medias altas de la sociedad húngara, surgió la figura de uno de los más grandes arzobispos de Esztergom de este período, Miklós Oláh (1554-1568), humanista, que supo reformar su arquidiócesis según los decretos del Concilio de Trento, no desdeñando usar el brazo secular para defender el catolicismo. Su principal preocupación fue la de la formación del clero: llamó a los jesuitas en 1561, a quienes confió el seminario arzobispal fundado en 1566. En 1560 convocó un sínodo con el objetivo de poner en práctica los dictados del Concilio de Trento.
El jesuita Péter Pázmány (1616-1637) se convirtió en cardenal-arzobispo de Esztergom. Hombre de gran cultura y provechoso escritor eclesiástico, supo contrastar el pensamiento y la teología luteranos con el rigor científico de su exposición doctrinal, pero también con la sencillez del lenguaje, capaz de atraer a todas las clases de la sociedad húngara. Gracias a su acción, numerosas familias de la alta sociedad abandonaron el luteranismo para volver al catolicismo. Pázmány fundó otro seminario y una universidad católica en Trnava; primero, envió a Roma a los mejores elementos de su clero para perfeccionarse en las universidades pontificias.
El 13 de marzo de 1776 los territorios del norte de la arquidiócesis dieron lugar a las nuevas diócesis de (erigidas por el papa Pío VI):
- Banská Bystrica, mediante la bula Regalium principum;[3]
- Rožňava, mediante la bula Apostolatus officii;[4]
- Spiš, mediante la bula Romanus pontifex.[5]

El arzobispo József Batthyány entre 1778 y 1781 hizo construir el imponente Palacio Primacial de estilo neoclásico en Presburgo, la actual Bratislava, según un proyecto del arquitecto Melchior Hefele.
En 1820 Alexander Rudnay devolvió la sede de la arquidiócesis, el capítulo de los canónigos y el seminario arzobispal a Esztergom. En 1822 inició las obras de construcción del nuevo seminario y de la nueva residencia arzobispal.
El 8 de junio de 1912 cedió la parroquia de rito bizantino de Budapest para la erección de la eparquía de Hajdúdorog (actual archieparquía de Hajdúdorog) mediante la bula Christifideles graeci del papa Pío X.
Después de la Primera Guerra Mundial la arquidiócesis se encontró dividida entre Hungría y Checoslovaquia, nuevo estado creado el 28 de octubre de  1918 por disolución del Imperio austrohúngaro. El 29 de mayo de 1922 los territorios checoslovacos de la arquidiócesis quedaron dentro de la administración apostólica de Trnava (hoy arquidiócesis de Trnava). De esta forma Esztergom perdió más de 370 parroquias de las 481 que tenía antes de la guerra.
En la segunda posguerra surgió la figura del cardenal József Mindszenty (1945-1973). Detenido por las autoridades comunistas del país, fue condenado a cadena perpetua en 1948; fue liberado durante la Revolución húngara de 1956, pero tras fracasar el intento de los insurgentes, se refugió en la embajada de Estados Unidos en Budapest, donde permaneció hasta 1971, no pudiendo participar así en el Concilio Vaticano II.
El 31 de mayo de 1993, con la bula Hungarorum gens del papa Juan Pablo II, se revisaron los límites de las diócesis húngaras. La sede de Esztergom adquirió la práctica totalidad de los distritos que componen la ciudad de Budapest, pertenecientes a las diócesis de Vác y Székesfehérvár, y al mismo tiempo cedió algunas parroquias a estas mismas dos diócesis y a la de Győr. Al mismo tiempo asumió el nombre actual de arquidiócesis de Esztergom-Budapest.

## Rito estrigoniense
Hasta la edición del Misal romano post-tridentino de san Pío V, se utilizaba un rito propio en la arquidiócesis, cuyo misal, que tiene su origen en un Sacramentario de finales del siglo XII, fue impreso en 1484. Las rúbricas litúrgicas fueron recopilado en el Ordinarius Strigoniensis que tuvo ocho ediciones entre 1493 y 1520. Los mismos libros litúrgicos también se utilizaron en las diócesis sufragáneas. Después del Concilio de Trento, el misal estrigoniense permaneció en uso hasta el sínodo de 1629 en el que se votó por unanimidad la aceptación del misal romano de Pío V, con la adición, sin embargo, de las fiestas de los santos del Reino de Hungría, dos de los cuales también fueron incluidos en el calendario romano general: san Esteban de Hungría y san Adalberto. Incluso después de la introducción del Misal romano, se utilizaba un ritual propio en la arquidiócesis que, aunque se refería al Rituale Romanum de 1614, acogía las costumbres propias del Reino de Hungría. El ritual estrigoniense se imprimió por primera vez en 1625 como heredero de los libros litúrgicos anteriores impresos en la arquidiócesis en 1560 y 1583. Luego tuvo numerosas reediciones hasta 1909 y permaneció en uso hasta mediados del siglo XX. Otro libro litúrgico que revela interesantes datos sobre la liturgia y la pastoral, también porque está destinado a las iglesias de las ciudades y pueblos, es el Cantionale Rituale; se imprimió en 1681: además de canciones en latín, recoge otras en idioma eslovaco.

## Estadísticas
De acuerdo al Anuario Pontificio 2020 la arquidiócesis tenía a fines de 2019 un total de 1 238 900 fieles bautizados.
| Año                                                                             | Población            | Población | Población      | Sacerdotes | Sacerdotes    | Sacerdotes    | Bautizados por sacerdote | Diáconos permanentes | Religiosos | Religiosos | Parroquias |
| Año                                                                             | Bautizados católicos | Total     | % de católicos | Total      | Clero secular | Clero regular | Bautizados por sacerdote | Diáconos permanentes | Varones    | Mujeres    | Parroquias |
| ------------------------------------------------------------------------------- | -------------------- | --------- | -------------- | ---------- | ------------- | ------------- | ------------------------ | -------------------- | ---------- | ---------- | ---------- |
| 1948                                                                            | 818 773              | 1 236 392 | 66.2           | 1191       | 520           | 671           | 687                      |                      | 453        | 2451       | 167        |
| 1970                                                                            | 750 000              | 1 710 000 | 43.9           | 632        | 512           | 120           | 1186                     |                      | 130        | 20         | 162        |
| 1980                                                                            | 798 000              | 1 920 000 | 41.6           | 402        | 402           |               | 1985                     |                      | 20         | 20         | 158        |
| 1990                                                                            | 949 115              | 1 541 973 | 61.6           | 405        | 308           | 97            | 2343                     |                      | 167        | 39         | 154        |
| 1999                                                                            | 1 258 000            | 2 094 000 | 60.1           | 461        | 267           | 194           | 2728                     | 13                   | 280        | 714        | 149        |
| 2000                                                                            | 1 258 000            | 2 094 000 | 60.1           | 388        | 269           | 119           | 3242                     | 14                   | 241        | 768        | 149        |
| 2001                                                                            | 1 258 000            | 2 094 000 | 60.1           | 359        | 239           | 120           | 3504                     | 15                   | 255        | 723        | 149        |
| 2002                                                                            | 1 258 000            | 2 930 000 | 42.9           | 358        | 234           | 124           | 3513                     | 17                   | 173        | 699        | 149        |
| 2003                                                                            | 1 258 000            | 2 094 000 | 60.1           | 369        | 245           | 124           | 3409                     | 17                   | 173        | 699        | 151        |
| 2004                                                                            | 1 258 000            | 2 094 000 | 60.1           | 370        | 260           | 110           | 3400                     | 16                   | 155        | 664        | 151        |
| 2006                                                                            | 1 264 867            | 2 100 000 | 60.2           | 398        | 230           | 168           | 3178                     | 19                   | 224        | 551        | 152        |
| 2013                                                                            | 1 254 000            | 2 088 000 | 60.1           | 443        | 262           | 181           | 2830                     | 23                   | 254        | 480        | 188        |
| 2016                                                                            | 1 249 000            | 2 078 000 | 60.1           | 377        | 224           | 153           | 3312                     | 28                   | 216        | 394        | 155        |
| 2019                                                                            | 1 238 900            | 2 061 200 | 60.1           | 382        | 231           | 151           | 3243                     | 38                   | 211        | 319        | 157        |
| Fuente: Catholic-Hierarchy, que a su vez toma los datos del Anuario Pontificio. |                      |           |                |            |               |               |                          |                      |            |            |            |

## Episcopologio
- Domonkos I † (1000-1002)
- Sebestyén † (1002-1007)
- San Asztrik, O.S.B. † (1007-1036)
- Domonkos II † (antes de 1037-1046)
- Benedek † (1046-después de 1055)
- Dezső Dersfi † (1067-1075)
- Nehemiás † (1075-1077 falleció)
- Dezső † (1078-1084 o 1085 falleció)
- Acha † (1085-?)
- István † (1093-?)
- Szerafin † (1095-1104 falleció)
- Lőrinc † (1105-1118 falleció)
- Marcell † (circa 1119-después de 1124)
- Felicián † (1127-1139 falleció)
- Makár † (1142)
- Kökényes † (circa 1146)
- Martyrius † (1151-27 de abril de 1161 falleció)
- Lukács Bánfi † (1161-1181 falleció)
- Miklós † (1181-1183)
- Jób Tudós † (1185-1204 falleció)
- Ugrin Csák † (1204-?)
- Johanes von Meran † (6 de octubre de 1205-1223 falleció)
- Róbert † (13 de marzo de 1226-1238 falleció)
- Rátót o Mátyás † (antes del 6 de marzo de 1240[14]-1241 falleció)
- István Báncsa † (7 de julio de 1243-de diciembre de 1251 nombrado cardenal obispo de Palestrina)
  - István Báncsa † (31 de diciembre de 1252-después del 7 de junio de 1253 renunció) (administrador apostólico)
- Benedek † (25 de febrero de 1254-1260)
- Fülöp Szentgróti † (11 de enero de 1262-circa 1273 falleció)
  - Sede vacante (1273-1279)[15]
- Lodomer Vázsony (o Monoszló?) † (1 de junio de 1279-1297 falleció)
- Gergely Bicskei † (28 de enero de 1299-11 de octubre de 1303 falleció)
- Mihály Bői † (4 de noviembre de 1303-circa 1304 falleció)
- Tamás † (31 de enero de 1306-circa 1321 falleció)
- Bolesław Piast † (2 de octubre de 1321-circa 1328 falleció)
  - Miklós Dörögdi † (circa 1329-1330 renunció) (obispo electo)
- Csanád Telegdi † (17 de septiembre de 1330-1349 falleció)
- Miklós Vásári † (11 de enero de 1350-1358 falleció)
- Miklós Keszei † (8 de octubre de 1358-de junio de 1366 falleció)
- Tamás Telegdi † (10 de febrero de 1367-1375 falleció)
- János De Surdis † (23 de enero de 1376-1378)
- Dömötör Vaskúti † (1378-11 de enero de 1381 nombrado administrador apostólico)
  - Dömötör Vaskúti † (11 de enero de 1381-20 de febrero de 1387 falleció) (administrador apostólico)
- János Kanizsai † (25 de octubre de 1387-30 de mayo de 1418 falleció)
  - Georg von Hohenlohe † (22 de diciembre de 1418-8 de agosto de 1423 falleció) (administrador apostólico)
- János Borsnitz † (27 de marzo de 1420-1423 falleció)
- György Pálóczi † (10 de noviembre de 1423-1439 falleció)
- Dénes Szécsi † (15 de febrero de 1440-1 de febrero de 1465 falleció)
- János Vitéz † (11 de mayo de 1465-11 de agosto de 1472 falleció)
- Johann Beckenschlager † (15 de marzo de 1474-20 de diciembre de 1484 nombrado arzobispo de Salzburgo)
  - Juan de Nápoles † (20 de diciembre de 1484-17 de octubre de 1485 falleció) (administrador apostólico)
- Ippolito d'Este † (21 de mayo de 1487-20 de diciembre de 1497 nombrado arzobispo de Eger)
- Tamás Bakócz † (20 de diciembre de 1497-15 de junio de 1521 falleció)
- György Szatmári † (18 de mayo de 1523-7 de abril de 1524 falleció)
- László Szalkay † (6 de mayo de 1524-29 de agosto de 1526 falleció)
- Pál Várdai † (1526-12 de octubre de 1549 falleció)
- Giorgio Martinuzzi, O.S.P.P.E. ? † (1551-17 de diciembre de 1551 falleció)[16]
- Miklós Oláh † (3 de agosto de 1554-14 de enero de 1568 falleció)
- Antal Verancsics † (27 de septiembre de 1570-15 de junio de 1573 falleció)
  - Sede vacante (1573-1599)[17]
- János Kutassy † (4 de junio de 1599-16 de noviembre de 1601 falleció)
  - Sede vacante (1601-1607)[18]
- Ferenc Forgách † (5 de noviembre de 1607-16 de octubre de 1615 falleció)
- Péter Pázmány, S.I. † (28 de noviembre de 1616-19 de marzo de 1637 falleció)
- Imre Lósy † (16 de noviembre de 1637-9 de febrero de 1642 falleció)
  - Sede vacante (1642-1645)
- György Lippay Zombori † (4 de diciembre de 1645-3 de enero de 1666 falleció)
- György Szelepcsényi (Juraj Pohronec-Slepčiansky) † (22 de agosto de 1667-10 o 11 de enero de 1685 falleció)
- György Széchényi † (2 de septiembre de 1686-18 de febrero de 1695 falleció)
- Leopold Karl von Kollonitsch † (22 de agosto de 1695-20 de enero de 1707 falleció)
- Christian August von Sachsen-Zeitz † (20 de enero de 1707 por sucesión-23 de agosto de 1725 falleció)
- Imre Esterházy, O.S.P.P.E.  † (17 de marzo de 1727-6 de diciembre de 1745 falleció)
  - Sede vacante (1745-1751)
- Miklós Csáky † (15 de noviembre de 1751-31 de mayo de 1757 falleció)
  - Sede vacante (1757-1761)
- Ferenc Barkóczy † (13 de julio de 1761-18 de junio de 1765 falleció)
  - Sede vacante (1765-1776)
- József Batthyány † (20 de mayo de 1776-23 de octubre de 1799 falleció)
  - Sede vacante (1799-1808)
- Carlos Ambrosio de Austria-Este † (16 de marzo de 1808-2 de septiembre de 1809 falleció)
  - Sede vacante (1809-1819)
- Alexander Rudnay Divékújfalusi † (17 de diciembre de 1819-13 de septiembre de 1831 falleció)
  - Sede vacante (1831-1839)
- József Kopácsy † (18 de febrero de 1839-18 de septiembre de 1847 falleció)
  - János Hám † (31 de agosto de 1848-1849) (no confirmado)
- Ján Krstiteľ Scitovský † (28 de septiembre de 1849-19 de octubre de 1866 falleció)
- János Simor † (22 de febrero de 1867-23 de enero de 1891 falleció)
- Kolos Ferenc Vaszary, O.S.B. † (17 de diciembre de 1891-noviembre de 1912 renunció)
- János Csernoch † (13 de diciembre de 1912-25 de julio de 1927 falleció)
- Jusztinián György Serédi, O.S.B. † (30 de noviembre de 1927-29 de marzo de 1945 falleció)
- József Mindszenty † (2 de octubre de 1945-18 de diciembre de 1973 retirado)
- László Lékai † (12 de febrero de 1976-30 de junio de 1986 falleció)
- László Paskai, O.F.M. † (3 de marzo de 1987-7 de diciembre de 2002 retirado)
- Péter Erdő, desde el 7 de diciembre de 2002